# Melodifestivalen 2019
Melodifestivalen 2019 — 59-й випуск шведського музичного конкурсу Melodifestivalen, організований Sveriges Television (SVT), що проходив протягом шести тижнів з 2 лютого по 9 березня 2019 року. Переможницею Melodifestivalen 2019 став Йон Лундвік з піснею «Too Late for Love», який представляв Швецію на пісенному конкурсі Євробачення 2019, де посів 5 місце з 334 балами. Ведучими шоу стали Сара Доун Фанер, Коджо Аколор, Маріка Карлссон та Ерік Сааде.

## Формат
28 учасників було обрані для змагання в шоу, по сім композицій брали участь у кожному півфіналі. Два найкращі записи з кожного розіграшу кваліфікувалися безпосередньо до фіналу, тоді як третє й четверте місця потрапляли до раунду «Другого шансу». Три пісні з найнижчими балами в кожному півфіналі покидали змагання. Окрім автоматичним фіналістів, ще чотири заявки кваліфікувалися до фіналу з «Другого шансу», таким чином кількість конкурусних заявок у фіналі складала 12 композицій.
Ведучими шоу були обрані Сара Доун Фанер, Коджо Аколор, Маріка Карлссон та Ерік Сааде.

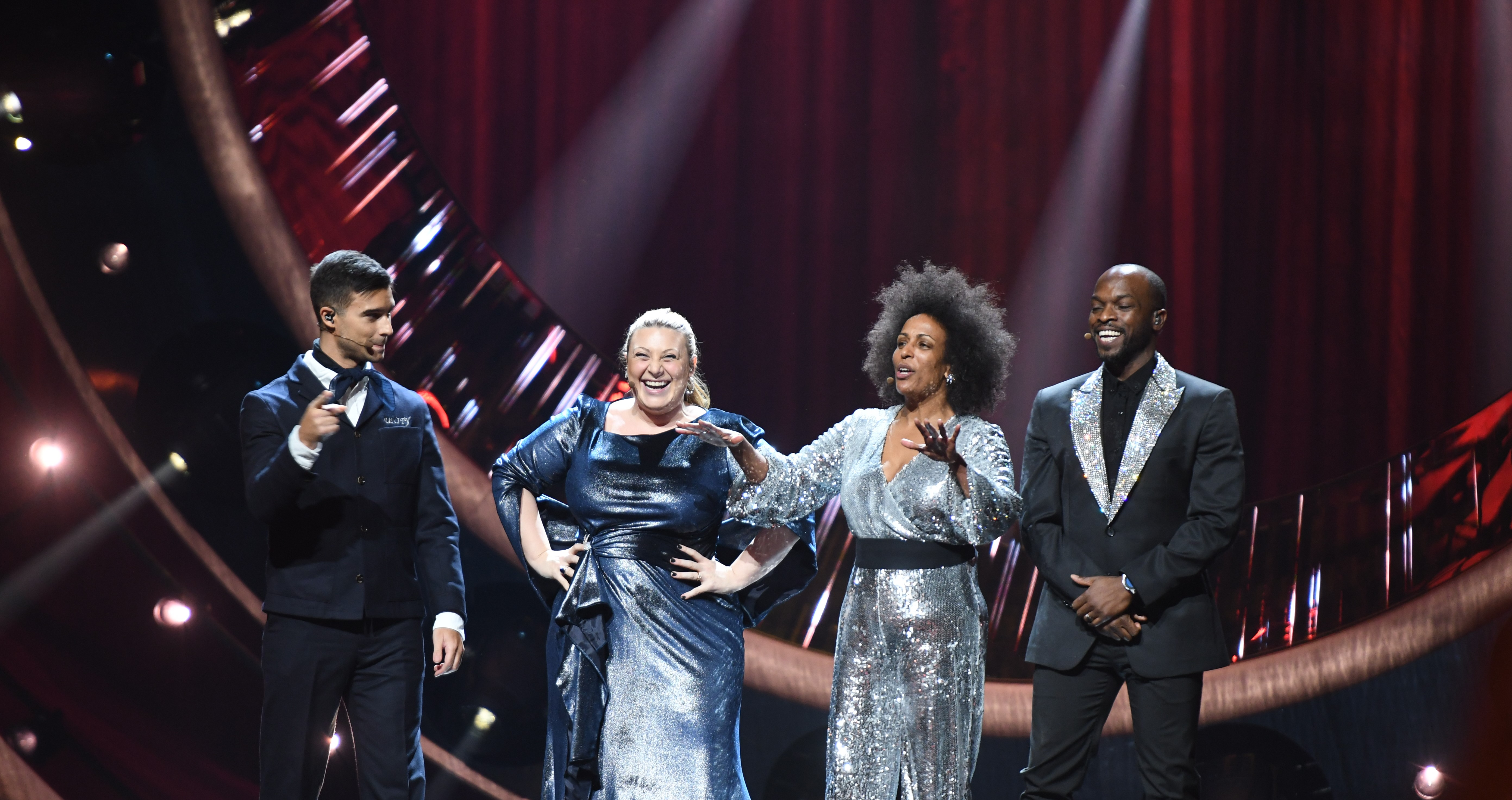
Ведучі Melodifestivalen 2019

### Місце проведення
Чотири півфінали пройшли в різних містах:
- перший — на арені Скандинавіум, місто Гетеборг (2 лютого),
- другий — на Мальме-Арені, місто Мальме (9 лютого),
- третій — на Tegera Arena, місто Лександ (16 лютого),
- четвертий — на Sparbanken Lidköping Arena, місто Лідчепінг (23 лютого).

Раунд «Другого шансу» відбувся в Rosvalla Nyköping Eventcenter в Нючепінгу 2 березня, а фінал — на Friends Arena в Стокгольмі 9 березня 2019 року.

### Голосування
Публічне голосування раніше використовувало просту більшість для визначення місць, але були висловлені побоювання з приводу зростання упередженості через спосіб голосування: голоси, подані через додаток, надавали несправедливу вагу молодшим виборцям, оскільки старші виборці, як правило, віддавали свої голоси по телефону. У 2019 році SVT змінили спосіб голосування на систему з восьми груп: ті, хто користувався додатком, голосували в одній із семи вікових груп, а телефонні голоси були у восьмій, окремій групі.
Ці групи були однаково зважені одна щодо одної: під час голосування кожна група отримувала оцінку 12, 10, 8, 6, 4, 2 та 1; для фіналу, 12, 10, 8-1 (таким чином, заявки 11-го та 12-го місця не отримують бали). У «Другому шансі» кожен переможець дуеля з найбільшою кількістю голосів отримував по одному балу. У фіналі, щоб забезпечити рівну вагу публічному голосуванню та голосуванню міжнародного журі, кількість залучених країн було зменшено з одинадцяти до восьми.
На конкурсі 2019 року також припинили застосовувати голосування за допомогою SMS через те, що відбулося зниження використання цього способу.

## Учасники
| Артист                    | Пісня                 | Місце                    | Фото |
| ------------------------- | --------------------- | ------------------------ | ---- |
| Андреас Джонсон           | «Army of Us»          | Другий шансВибув         |      |
| Анн-Луїз Гансон           | «Kärleken finns kvar» | 5-те4 півфінал           |      |
| Анна Берґендаль           | «Ashes to Ashes»      | 10-теФінал               |      |
| Антон Гаґман              | «Känner dig»          | 6-те4 півфінал           |      |
| Ар'я Сайонмаа             | «Mina fyra årstider»  | 7-ме (останнє)1 півфінал |      |
| Arvingarna                | «I Do»                | 7-меФінал                |      |
| Бішара                    | «On My Own»           | 2-геФінал                |      |
| Dolly Style               | «Habibi»              | 5т-е3 півфінал           |      |
| Ганна Ферм & Liamoo       | «Hold You»            | 3-тєФінал                |      |
| High15                    | «No Drama»            | 6-те1 півфінал           |      |
| Ян Мальмше                | «Leva livet»          | 6-те2 півфінал           |      |
| Йон Лундвік               | «Too Late for Love»   | Перемога                 |      |
| Юн Генрік Ф'єллгрен       | «Norrsken (Goeksegh)» | 4-теФінал                |      |
| Ліна Гедлунд              | «Victorious»          | 11т-еФінал               |      |
| Ліза Аякс                 | «Torn»                | 9-теФінал                |      |
| Малу Приц                 | «I Do Me»             | 12-теФінал               |      |
| Марґарет                  | «Tempo»               | 5-те2 півфінал           |      |
| Мартін Стенмарк           | «Låt skiten brinna»   | Другий шансВибув         |      |
| Мохомбі                   | «Hello»               | 5-теФінал                |      |
| Нано Омар                 | «Chasing Rivers»      | 8-меФінал                |      |
| Омар Рудберг              | «Om om och om igen»   | 6-те3 півфінал           |      |
| Оскар Енестад             | «I Love It»           | 7-ме (останнє)2 півфінал |      |
| Pagan Fury                | «Stormbringer»        | 7-ме (останнє)4 півфінал |      |
| Ребекка Карлссон          | «Who I Am»            | Другий шансВибула        |      |
| The Lovers of Valdaro     | «Somebody Wants»      | 7-ме (останнє)3 півфінал |      |
| Влад Райзер               | «Nakna i regnet»      | Другий шансВибув         |      |
| Вікторія                  | «Not with Me»         | 6-теФінал                |      |
| Zeana та Аніс Дон Дьоміна | «Mina bränder»        | 5-те1півфінал            |      |